# Schwarzerium
Schwarzerium är ett släkte av skalbaggar. Schwarzerium ingår i familjen långhorningar.
Kladogram enligt Catalogue of Life:
| Schwarzerium | \| \| Schwarzerium quadricolle \| \| \| \| \| \| Schwarzerium semivelutinum \| \| \| \| \| \| Schwarzerium viridicyaneum \| \| \| \| |
|              | \| \| Schwarzerium quadricolle \| \| \| \| \| \| Schwarzerium semivelutinum \| \| \| \| \| \| Schwarzerium viridicyaneum \| \| \| \| |
|              | Schwarzerium quadricolle |
|              | |
|              | Schwarzerium semivelutinum |
|              | |
|              | Schwarzerium viridicyaneum |
|              | |